# Kenan Simambe
Kenan Simambe (ur. 23 sierpnia 1974 w Kitwe, zm. 27 kwietnia 1993 u wybrzeży Gabonu) – zambijski piłkarz występujący na pozycji obrońcy. Był członkiem reprezentacji, która zginęła w katastrofie lotniczej u wybrzeży Gabonu. Grał w klubie Power Dynamos FC.